# Joseph Green (comerciante)
Joseph Green (1727-27 de junio de 1786) fue un comerciante inglés que se convirtió en el "mejor amigo" de Immanuel Kant.

## Biografía
Green nació en Kingston upon Hull. Se instaló en Königsberg, Alemania, y comerciaba con cereales, carbón, arenque y productos manufacturados. Alrededor de 1752, Green contrató a Robert Motherby que también venía de  Hull como su asistente. Motherby más tarde se convirtió en su socio comercial y sucesor. Green nunca se casó.
Alrededor de 1764, Green conoció a Kant y se convirtió en un miembro cercano de su círculo de amigos. Kant iba a menudo a la casa de Green en las afueras de Königsberg en  Juditten. Green compartió con Kant una profunda apreciación de las ideas de David Hume y Jean-Jacques Rousseau, Además, Green podría proporcionar una perspectiva del mundo exterior que fue útil para Kant. Reuniéndose regularmente, Kant discutió su trabajo con él, incluyendo cada oración de su "Crítica de la razón pura" antes de la publicación de 1781. Kant también le confió su dinero a Green.
Kant, que no viajó mucho más allá de Königsberg, envió a Green a visitar Emanuel Swedenborg y comprobar su salud ya que Kant tenía dudas sobre su estado mental. El sentido de orden de Green y la pedante puntualidad resultante inspiraron a  Theodor Gottlieb von Hippel a escribir una comedia: "Der Mann nach der Uhr". Este sentido de orden, regularidad y puntualidad también influyó en Kant. Kuehn comenta que "el efecto de Green sobre Kant no puede sobreestimarse".
La muerte de Green en 1786 afectó profundamente a Kant.